# Гіт Тауншип (округ Джефферсон, Пенсільванія)
Гіт Тауншип (англ. Heath Township) — селище (англ. township) в США, в окрузі Джефферсон штату Пенсільванія. Населення — 114 особи (2020).

## Демографія
Згідно з переписом 2010 року, у селищі мешкали 124 особи в 65 домогосподарствах у складі 42 родин. Було 669 помешкань
Расовий склад населення:
| - 99,2 % — білих |

До двох чи більше рас належало 0,8 %. Частка іспаномовних становила 0,8 % від усіх жителів.
За віковим діапазоном населення розподілялося таким чином: 5,6 % — особи молодші 18 років, 62,9 % — особи у віці 18—64 років, 31,5 % — особи у віці 65 років та старші. Медіана віку мешканця становила 54,5 року. На 100 осіб жіночої статі у селищі припадало 125,5 чоловіків;  на 100 жінок у віці від 18 років та старших — 138,8 чоловіків також старших 18 років.
Середній дохід на одне домашнє господарство  становив 39 805 доларів США (медіана — 40 250), а середній дохід на одну сім'ю — 48 795 доларів (медіана — 46 786). За межею бідності перебувало 22,6 % осіб, у тому числі 42,9 % дітей у віці до 18 років та 7,8 % осіб у віці 65 років та старших.
Цивільне працевлаштоване населення становило 35 осіб. Основні галузі зайнятості: будівництво — 22,9 %, мистецтво, розваги та відпочинок — 14,3 %, освіта, охорона здоров'я та соціальна допомога — 14,3 %.